# USS Enterprise (CV-6)
Pour les autres navires du même nom, voir USS Enterprise.
Le USS Enterprise (CV-6), surnommé Big E, était le sixième porte-avions de la marine des États-Unis et le septième navire américain portant ce nom.
Lancé en 1936, c'était un navire de la classe Yorktown, et l'un des trois porte-avions américains mis en service avant la Seconde Guerre mondiale à survivre à la guerre. Il a participé à plus d'opérations contre le Japon que n'importe quel autre navire américain. Ces opérations incluent le raid de Doolittle sur Tokyo, la bataille de Midway, la bataille des Salomon orientales, la bataille des îles Santa Cruz et d'autres engagements air-mer au cours de la bataille de Guadalcanal, la bataille de la mer des Philippines et la bataille du golfe de Leyte. À trois reprises au cours de la guerre du Pacifique, le Japon a annoncé à tort que le navire avait été coulé.
L’Enterprise a obtenu de prestigieuses récompenses, dont vingt Battle stars, ce qui en fait le navire américain le plus décoré du conflit. Même après sa destruction, il est généralement considéré comme l'un des navires les plus glorieux de l'histoire de l'United States Navy avec la frégate du XVIIIe siècle USS Constitution (toujours à flot).

## Contexte
Le concept du navire porte-avions, dans la marine des États-Unis, prend sa source dans les premiers essais effectués par de téméraires aviateurs à partir de plate-forme en bois installées sur des croiseurs dans les années 1910.
Mais c'est après la Première Guerre mondiale que le premier navire spécifiquement dévolu au lancement et à l'atterrissage d'avions est construit à partir d'un navire charbonnier qui donnera l'USS Langley (CV-1). Sa mise en service en mars 1922, est rapidement suivie de la décision de convertir en porte-avions deux croiseurs de bataille en construction, promis à la casse, conformément au traité naval de Washington de 1922, et qui deviendront les USS Lexington (CV-2) et USS Saratoga (CV-3), mis en service au cours de l'année 1927. L'USS Ranger (CV-4), premier navire conçu dès le départ comme un porte-avions, suivra en 1934.
Devant la menace que faisaient peser les ambitions japonaises en Asie et le réarmement rapide de la flotte de guerre japonaise, la classe Yorktown sera mise en service entre 1937 et 1941 dont l’Entreprise en 1938. Au cours de ces années, la mise au point de systèmes pour lancer des avions de plus en plus lourds (catapulte) et pour freiner leur appontage (brins d'arrêt, crosse d'appontage) sera perfectionnée. L'United States Navy prendra aussi conscience du potentiel des porte-avions et de la puissance de feu délivrée par les escadrilles lors d'exercices au canal de Panamá et à Pearl Harbor mais malheureusement sans en tirer toutes les conséquences.

## Historique

### Construction

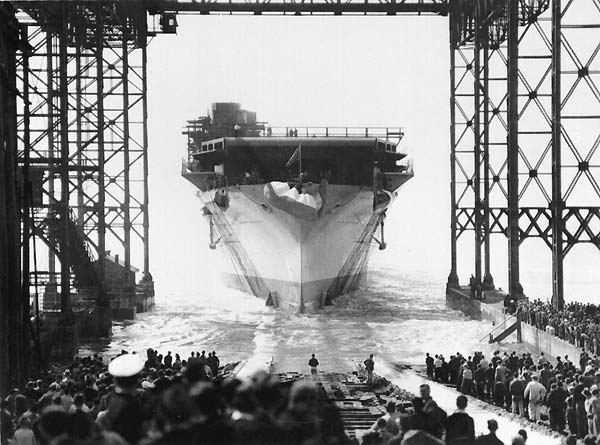
Mise à l'eau de l’Enterprise le 3 octobre 1936.

L’Enterprise était un navire de la classe de porte-avions Yorktown d'un tonnage d'environ 20 000 tonnes et d'un déplacement en ordre de combat de 32 000 tonnes . Cette classe conçue pour l'offensive dispose de systèmes de lutte contre les incendies en avance sur son temps.
Commandé en 1933, sa quille fut posée le 16 juillet 1934 et sa coque lancée le 3 octobre 1936 au Chantier naval Northrop Grumman de Newport News en Virginie. Parrainé par Lulie Swanson, l'épouse du secrétaire à la Marine des États-Unis Claude A. Swanson, le navire fut mis en service le 12 mai 1938.
L’Enterprise navigua pour son voyage inaugural et de tests vers Rio de Janeiro. Après son retour, il fut utilisé le long de la côte Est des États-Unis et dans la mer des Caraïbes jusqu'en avril 1939, lorsqu'il fut transféré dans la flotte de l'océan Pacifique.
L’Enterprise a reçu son premier radar CXAM en mars 1942, puis a été un des quatorze navires à recevoir le nouveau radar CXAM-1 de RCA en 1943 ainsi qu'un SC-2 puis en 1944 un radar SK et un SP, conservant le SC-2.
Son port d'attache fut d'abord la base navale de San Diego, puis il fut envoyé à Pearl Harbor sur ordre du président Roosevelt. Le porte-avions et ses escadrilles d'avions s'entraînèrent intensivement et il servit également de convoyeur d'avions entre différentes bases du Pacifique.
Le navire remplissait une de ces missions — ayant déposé le Marine Corps Fighter Squadron 211V avec 12 F4F-3 Wildcat sur Wake le 2 décembre 1941 — comme navire amiral de la Task Force du vice-amiral William F. Halsey.

### Seconde Guerre mondiale

#### Pearl Harbor

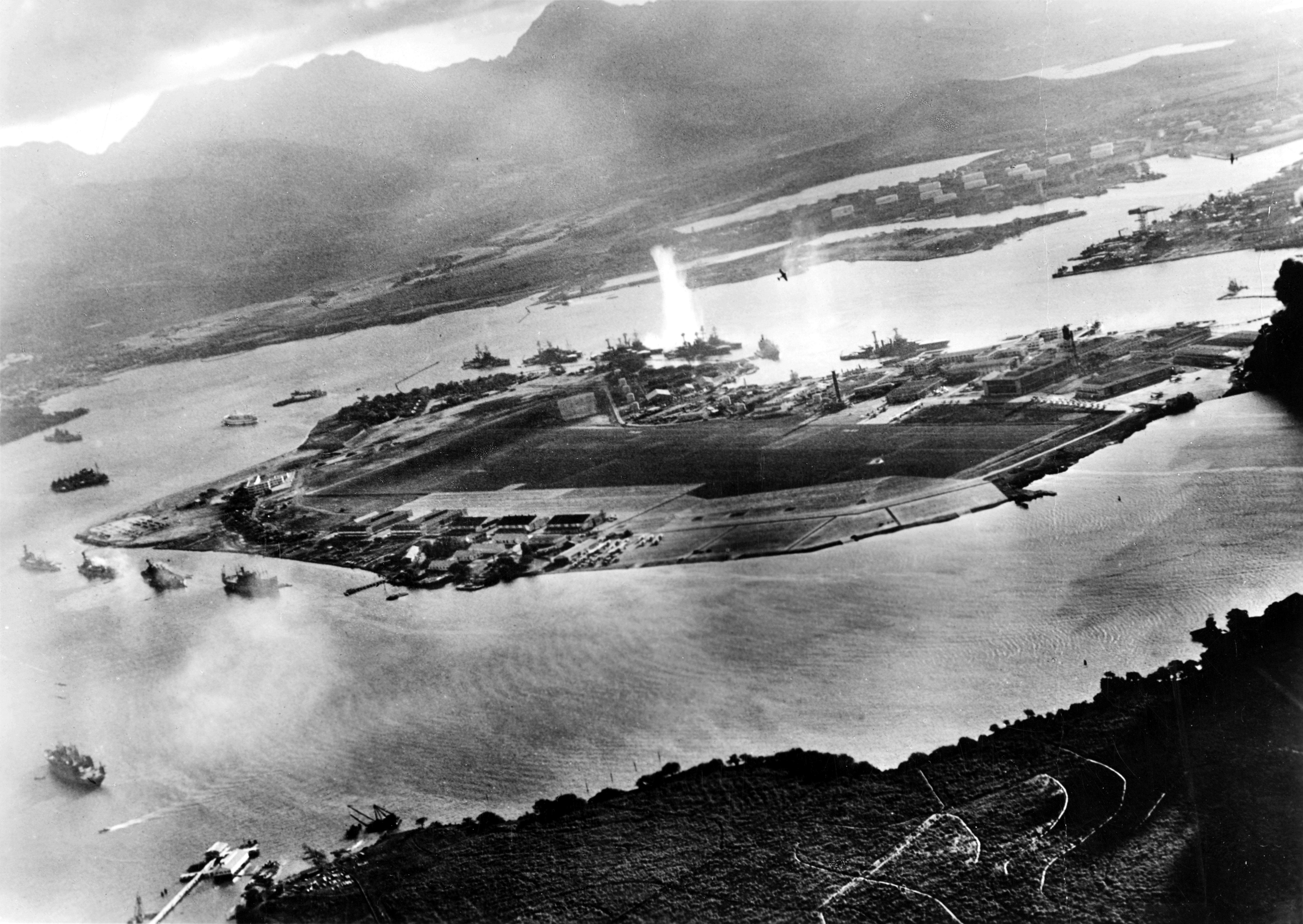
Vue aérienne de l'attaque de Pearl Harbor.

Après sa mission, l’Enterprise a été de retour à l'île d'Oahu où se trouve Pearl Harbor dans la matinée du 7 décembre 1941. Dix-huit avions Douglas SBD Dauntless des escadrons d'éclaireurs (VS-6) et bombardiers (VB-6) de l'Enterprise Air Group sont arrivés sur Pearl Harbor lors de l'attaque et, bien que surpris, se sont immédiatement mis en action pour défendre la base navale. L'escadron d'éclaireurs a perdu six avions au cours des combats, tandis que l'escadron de bombardiers en a perdu un. Plusieurs de ces avions ont été abattus par les Japonais, mais au moins un d'entre eux a été perdu à la suite du feu nourri antiaérien américain. Par ailleurs, de nombreux autres avions participants ont été endommagés.
Un amerrissage d'urgence eut lieu par le pilote Manuel Gonzales (VB-6) selon un message radio. Le lieutenant Dickinson et son coéquipier William C. Miller (VS-6) détruisirent un avion ennemi avant d'être contraints d'abandonner leur avion à la suite d'un départ de feu. Dickinson réussira plus tard à atteindre l'île de Ford pour prendre un autre avion et participer à la recherche de la flotte japonaise. Il a été recommandé de félicitations pour son courage.
L’Enterprise a également lancé six Grumman F4F Wildcat de l'escadron de chasse VF-6 (en) à la suite de l'attaque. Tous sauf deux ont été abattus par des défenses antiaériennes amies lorsqu'ils ont tenté d'atterrir sur l'île de Ford cette nuit-là.
Le porte-avions, quant à lui, réunit ses autres avions dans une vaine recherche de la force de frappe japonaise. Il la mena au sud et à l'ouest de Oahu, tandis que les Japonais s'étaient retirés vers le nord-ouest. L’Enterprise resta à Pearl Harbor la nuit du 8 décembre pour le carburant et le réapprovisionnement puis prit la mer tôt le lendemain matin pour patrouiller contre d'éventuelles nouvelles attaques dans l'archipel d'Hawaï. Le groupe n'a rencontré aucun navire de surface, mais ses avions ont coulé le sous-marin japonais I-70 le 10 décembre 1941.
Au cours des deux dernières semaines de décembre 1941, l’Enterprise et son groupe naviguèrent à l'ouest d’Hawaï pour couvrir l'archipel, tandis que deux autres groupes avec porte-avions ont fait une tentative tardive de défense de Wake. Après un bref repos à Pearl Harbor, le groupe de l’Enterprise a appareillé le 11 janvier 1942, pour protéger des convois renforçant les Samoa. Le 1er février, la Task Force composée de l'Enterprise et du USS Yorktown (CV-5) fit un raid sur les îles Gilbert et Marshall, coulant trois navires, en endommageant huit, et détruisant de nombreux avions et des installations au sol. L’Enterprise perdit six avions et n'eut que des dégâts mineurs dus à une bombe dans la contre-offensive japonaise avant que son groupe retourne à Pearl Harbor.

#### Raid de Doolittle

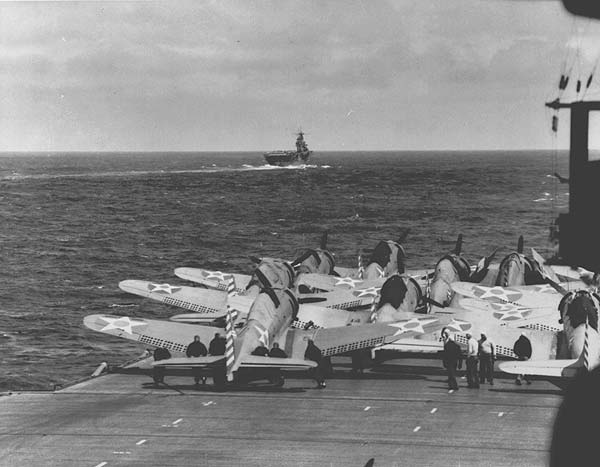
Des bombardiers en piqué Douglas SBD Dauntless et un chasseur Grumman F4F Wildcat sur le pont de l’Enterprise. Le porte-avions USS Hornet (CV-8) est visible en arrière-plan. Les navires s'apprêtent à lancer le raid de Doolittle le 18 avril 1942.

Au cours du mois suivant, le groupe a balayé le centre de l'océan Pacifique, attaquant les installations ennemies sur Wake et l'île Minamitori, recevant ensuite de légères modifications et réparations à Pearl Harbor. Le 8 avril 1942, le navire a quitté la base pour rejoindre le USS Hornet (CV-8) et l'escorter dans sa mission de lancer seize North American B-25 Mitchell dans le raid de Doolittle » sur Tōkyō. L’Enterprise assura les patrouilles aériennes, tandis que les B-25 ont été lancés le 18 avril et volèrent inaperçus jusqu'à la cible à près de 1 000 km. La task force, après avoir été découverte par l'ennemi, retourna à Pearl Harbor le 25 avril.

#### Bataille de Midway

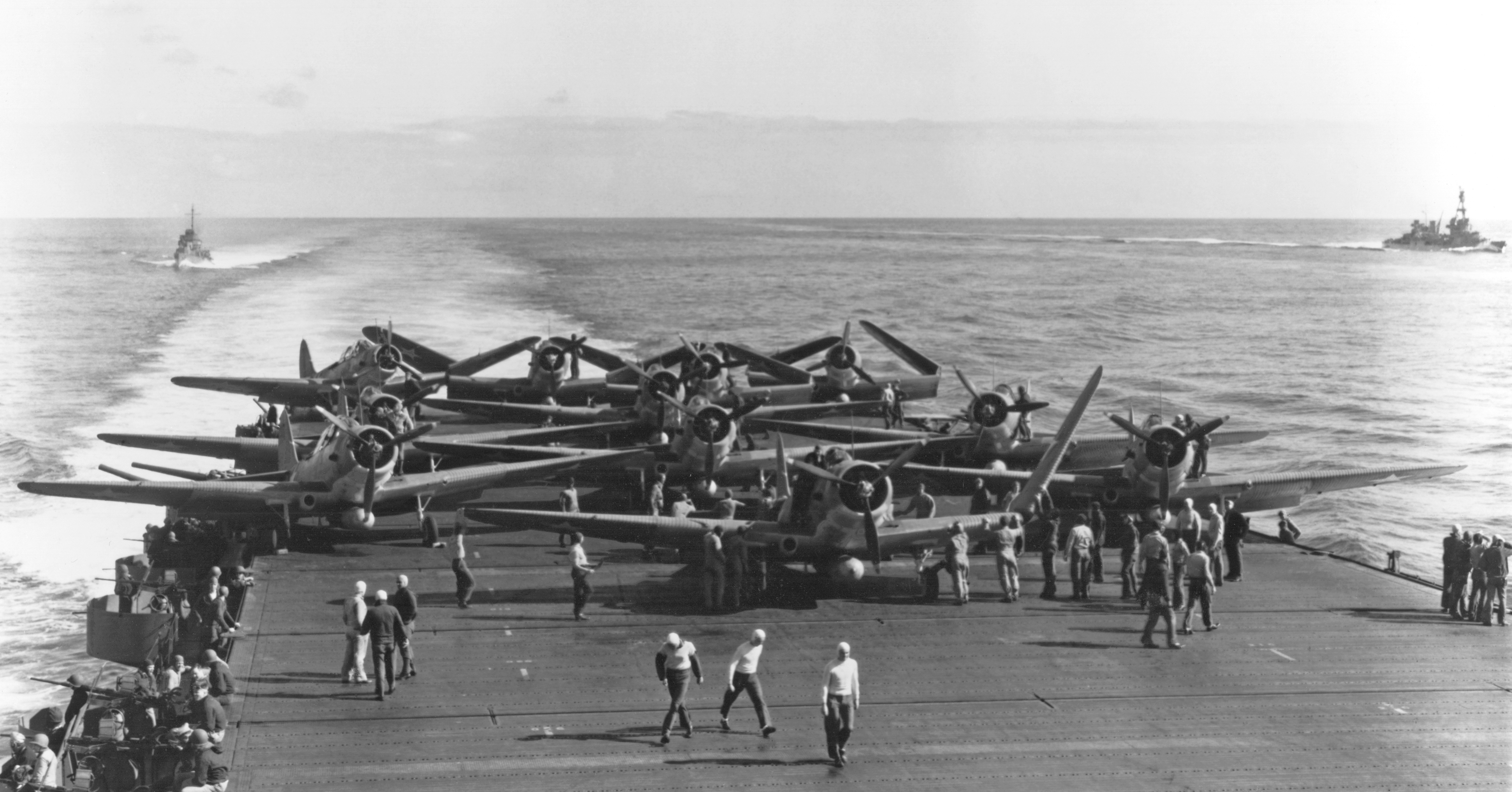
Des Bombardier-torpilleurs TBD Devastator de la VT-6 à bord de l'USS Enterprise se préparant à décoller durant la bataille de Midway

Cinq jours plus tard, le « Big E » partit vers l'océan Pacifique sud pour renforcer les porte-avions américains opérant dans la mer de Corail. Toutefois, la bataille de la mer de Corail était finie avant l'arrivée du navire. Il retourna à Pearl Harbor le 26 mai et ses hommes commencèrent une préparation intensive pour répondre à la poussée japonaise vers les îles Midway.
Le 28 mai, l’Enterprise fut fait navire amiral du contre-amiral Raymond Spruance avec l'objectif « de tenir Midway et d'infliger un maximum de dommages à l'ennemi par un usage massif de tactiques d'usure ». Dans le même groupe, la Task Force 16, se trouvaient également le Hornet, six croiseurs et dix destroyers. Le 30 mai, le groupe TF 17, sous les ordres du contre-amiral Frank J. Fletcher à bord du Yorktown encore en réparation, quitta Pearl Harbor avec deux croiseurs et de six destroyers sous le nom de CTF 17. En tant que plus haut gradé présent, le contre-amiral Fletcher prit le commandement. Le commandant habituel du groupe de l’Enterprise, William F. Halsey, avait été retenu à l'hôpital de Pearl Harbor par une maladie de peau liée au stress.
Chaque camp a lancé des attaques aériennes au cours de la journée, dans l'une des batailles les plus décisives de l'histoire américaine. La bataille de Midway a commencé dans la matinée du 4 juin 1942, lorsque quatre porte-avions japonais, ignorant la présence de forces navales américaines, ont lancé des attaques sur l'atoll de Midway. Trois heures après la première bombe tombée sur Midway, des avions venus des porte-avions américains ont répliqué. Le premier groupe américain, l'escadrille VT-8 (Torpedo Squadron 8) du lieutenant commander Waldron décollé de l'USS Hornet, arriva en vue des navires japonais à 9 h 20, suivi par le Torpedo Squadron 6 de l'USS Enterprise à 9 h 40. Les avions américains lents et sous-armés furent rapidement balayés par les Mitsubishi A6M Zéros, bien plus rapides et manœuvrables, sans avoir le temps de causer des dégâts. Vingt-cinq TBD Devastator furent perdus au total mais quelques-uns parvinrent à lancer leurs torpilles et à mitrailler les navires, ce qui força les porte-avions japonais à réaliser des manœuvres d'évitement. Le Yorktown et l'USS Hammann ont été les seuls navires américains coulés, mais les groupes 16 et 17 ont perdu un total de 113 avions, dont 61 d'entre eux dans les combats. Les pertes japonaises ont été beaucoup plus importantes : quatre porte-avions, un croiseur et 272 avions. Les avions de l’Enterprise ont coulé le Kaga et l’Akagi et un escadron mixte de l’Enterprise et du Yorktown détruisit le Hiryu. L’Enterprise est passé à travers des combats intact et est retourné à Pearl Harbor le 13 juin 1942.

#### Bataille des Salomon orientales

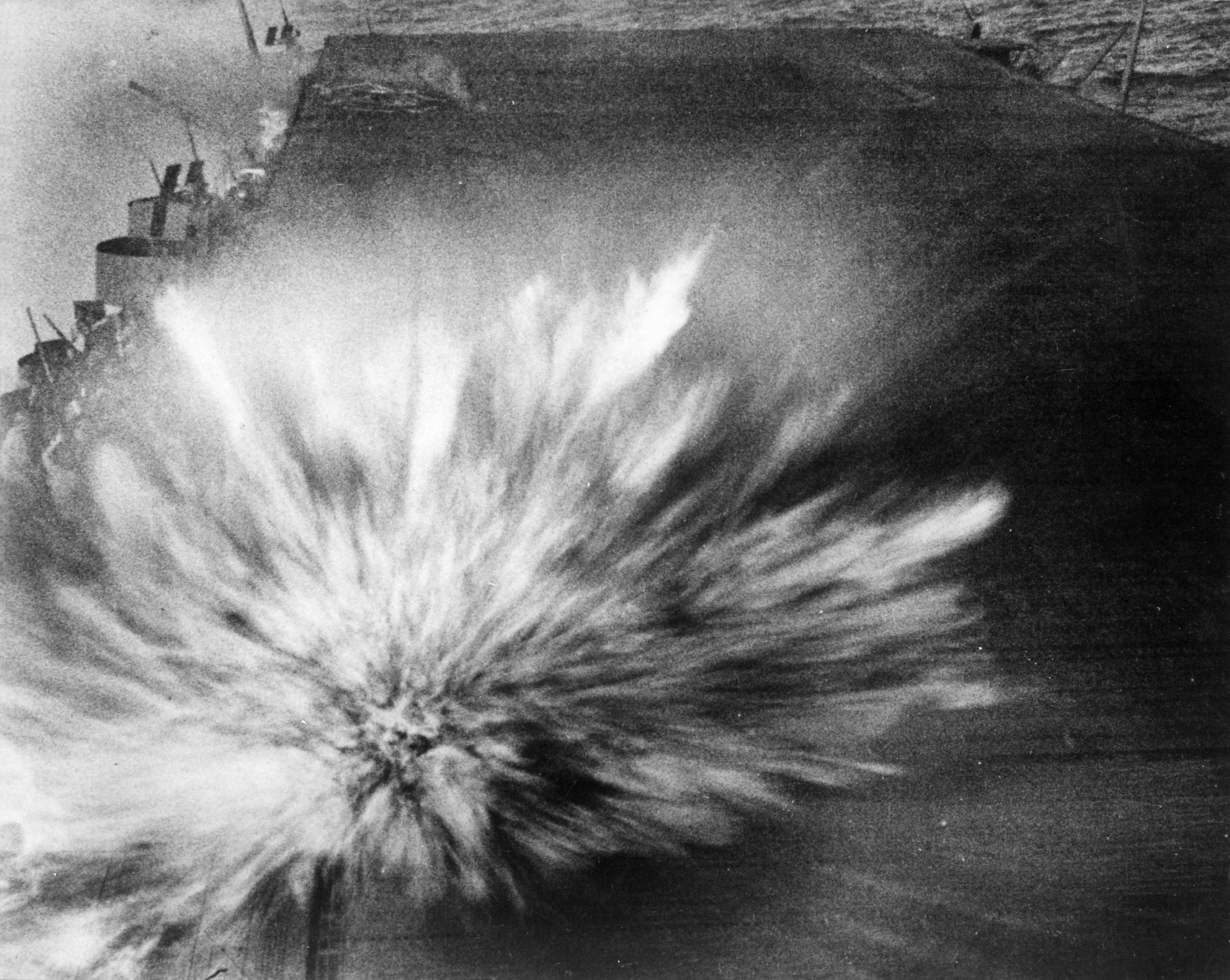
Une bombe japonaise explose sur le pont de l’Enterprise le 24 août 1942 durant la bataille des Salomon orientales.

Après un mois de repos et de ravitaillement, l’Enterprise appareilla le 15 juillet 1942 pour l'océan Pacifique Sud, où il rejoignit le groupe TF 61 pour appuyer les débarquements amphibies du 8 août dans les îles Salomon. Les deux semaines suivantes, le porte-avions et ses avions patrouillèrent dans les lignes de communication maritime au sud-ouest des îles Salomon. Le 24 août, une force japonaise importante fut découverte à 300 km au nord de Guadalcanal et le TF 61 envoya des avions l'attaquer. C'était la première fois que les « Grim Reapers (en) » (VF-10) se lançaient depuis l’Entreprise sous le commandant de James H. Flatley. Au cours de la bataille des Salomon orientales, le porte-avions léger japonais Ryūjō fut coulé et les troupes japonaises destinées à Guadalcanal forcées de se replier. De tous les navires américains engagés, ce fut l’Enterprise qui encaissa les dégâts les plus importants : trois coups directs et quatre manqués mais très proches tuèrent 77 hommes, firent 91 blessés et infligèrent de graves dommages au navire. Néanmoins, l’Entreprise fut capable de rentrer par ses propres moyens à Hawaï pour les réparations.

#### Bataille des îles Santa Cruz

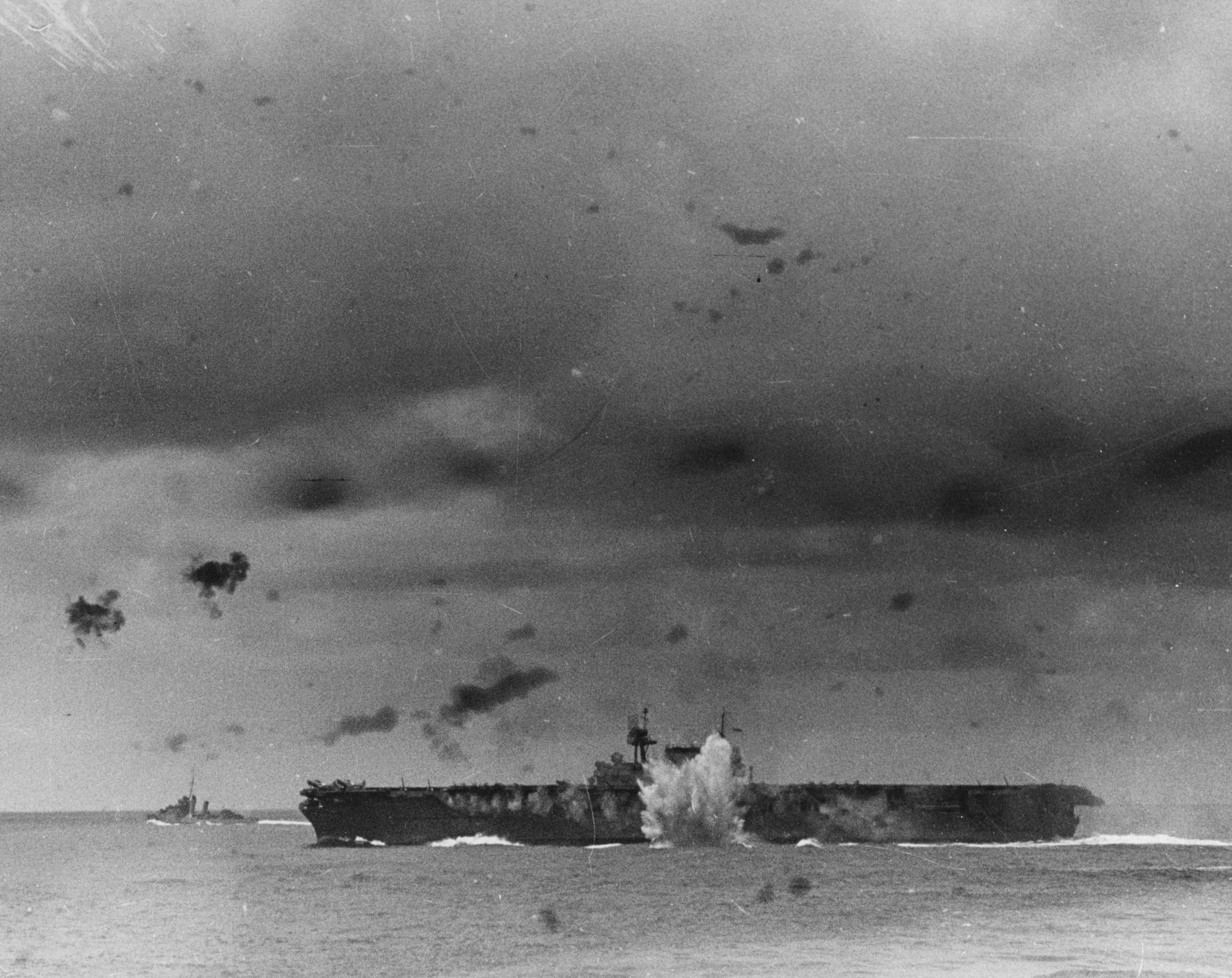
L’Enterprise durant la bataille des îles Santa Cruz.

Réparé à Pearl Harbor du 10 septembre au 16 octobre 1942, l’Entreprise est retourné dans le Pacifique Sud, avec le Hornet pour former le groupe TF 61. Le 26 octobre, les avions éclaireurs du navire localisèrent un groupe avec un porte-avions japonais et la bataille des îles Santa Cruz commença. Les avions américains attaquèrent les navires ennemis, tandis que le « Big E » subissait un feu nourri. Touché deux fois par les bombes, l’Entreprise a perdu 44 hommes et eu 75 blessés.
Malgré de graves dégâts, il a continué à combattre et a pris à son bord un grand nombre d'avions du Hornet lorsque ce porte-avions a été coulé. Bien que les pertes américaines d'un porte-avion et d'un destroyer aient été plus sévères que les pertes japonaises (un croiseur léger), le temps gagné à la bataille permit de renforcer Guadalcanal contre la prochaine attaque ennemie. L’Enterprise se retrouva à ce moment le seul porte-avions américain en fonctionnement dans l'océan Pacifique. Comme clin d'œil, l'équipage a affiché un message sur le pont d'envol : « Enterprise vs Japan ».

#### Bataille navale de Guadalcanal
Le 30 octobre, le navire entra au port de Nouméa en Nouvelle-Calédonie pour des réparations, mais une nouvelle poussée japonaise aux îles Salomon a exigé sa présence et il a appareillé le 11 novembre, avec les équipes de réparation du USS Vestal (AR-4) encore de travail à son bord. Le 13 novembre, les pilotes de l'Entreprise ont contribué à couler le navire de guerre endommagé Hiei. Lorsque la bataille navale de Guadalcanal a pris fin le 15 novembre 1942, l’Enterprise avait participé à couler seize navires et à en endommager huit autres. Le porte-avions est retourné à Nouméa le 16 novembre pour finir ses réparations.

#### Bataille de l'île de Rennell
Appareillant de nouveau le 4 décembre, l’Enterprise s'entraîna à Espiritu Santo dans le Condominium des Nouvelles-Hébrides jusqu'au 28 janvier 1943, quand il partit pour la région des îles Salomon. Le 30 janvier, ses avions ont lutté au cours de la bataille de l'île de Rennell. Malgré la destruction de la plupart des bombardiers japonais attaqués par des avions de l’Enterprise, le USS Chicago (CA-29) a été coulé par des torpilles aériennes.
Isolé après la bataille, le porte-avions est arrivé à Espiritu Santo le 1er février et, pour les trois mois suivants, travailla à partir de cette base, couvrant les forces américaines allant aux îles Salomon. L’Enterprise retourna à Pearl Harbor, où, le 27 mai 1943, l'amiral Chester Nimitz présenta le navire à la première Presidential Unit Citation attribuée à un porte-avions. Le 20 juillet 1943, avec le porte-avions USS Essex (CV-9) se joignant à la flotte, il est allé au Puget Sound Naval Shipyard and Intermediate Maintenance Facility pour une importante révision.
Les navires de classe Yorktown se sont révélés vulnérables aux torpilles, et tout en subissant des réparations à la fin de l'année 1942, l’Enterprise a également reçu une vaste refonte, qui comprenait un nouveau blindage anti-torpille qui améliora sensiblement sa protection sous-marine.

#### Retour au combat
De retour dans les eaux du Pacifique à la mi-novembre, l’Enterprise a fourni un appui aérien rapproché à la 27e division d’infanterie pour le débarquement sur Makin du 19 au 21 novembre 1943. Dans la nuit du 26 novembre, trois avions du navire dispersèrent un grand groupe de bombardiers venus de la terre et attaquant de nuit le TG 50.2. Ce furent les premiers appareils à attaquer de nuit à partir d'un porte-avion. Après un long bombardement des avions de la TF 50 contre Kwajalein, le 4 décembre, l’Enterprise fut renvoyé à Pearl Harbor qu'il rejoint cinq jours plus tard.
L'opération suivante du porte-avions fut rapide avec la Task Force 38 dans l'affaiblissement des forces des îles Marshall et en soutenant les débarquements sur Kwajalein, du 29 janvier au 3 février 1944. Ensuite, le navire a navigué, toujours avec la TF 58, pour attaquer le 17 février la base navale japonaise des îles Truk dans les îles Carolines. Le navire a lancé le premier bombardement au radar de nuit à partir d'un porte-avion américain. Les douze bombardiers à torpilles de l'attaque ont obtenu d'excellents résultats, représentant près d'un tiers des 200 000 tonnes détruites par les autres avions.
Détaché de la TF 58, l’Entreprise a lancé des raids sur Jaluit le 20 février, puis mis le cap sur Majuro et Espiritu Santo. Naviguant le 15 mars avec la TG 36.1, il a fourni une couverture aérienne et un appui pour la bataille d'Emirau du 19 au 25 mars. Le porte-avions a rejoint la TF 58 le 26 mars, et les 12 jours suivants, fit une série de bombardements sur les îles de Yap, Ulithi, Woleai et les Palaos. Après une semaine de repos et de réparations à Majuro, le navire appareilla le 14 avril pour appuyer les débarquements sur Hollandia (appelée maintenant Jayapura) en Nouvelle-Guinée, puis à nouveau frappa Truk le 29 et 30 avril.
Le 6 juin 1944, le navire et la TG 58.3 quittèrent Majuro pour rejoindre le reste de la TF 58 attaquant les îles Mariannes et bombardant Saipan, Rota et Guam du 11 au 14 juin. Des pilotes du navire ont donné un appui direct aux troupes lors de la bataille de Saipan le 15 juin, et a couvert leurs avancées les deux jours suivants.
Conscient d'une tentative majeure des Japonais pour stopper l'invasion de Saipan, l'amiral Spruance, commandant de la Cinquième flotte américaine, dirigea la TF 58 pour répondre à la menace.

#### Bataille de la mer des Philippines

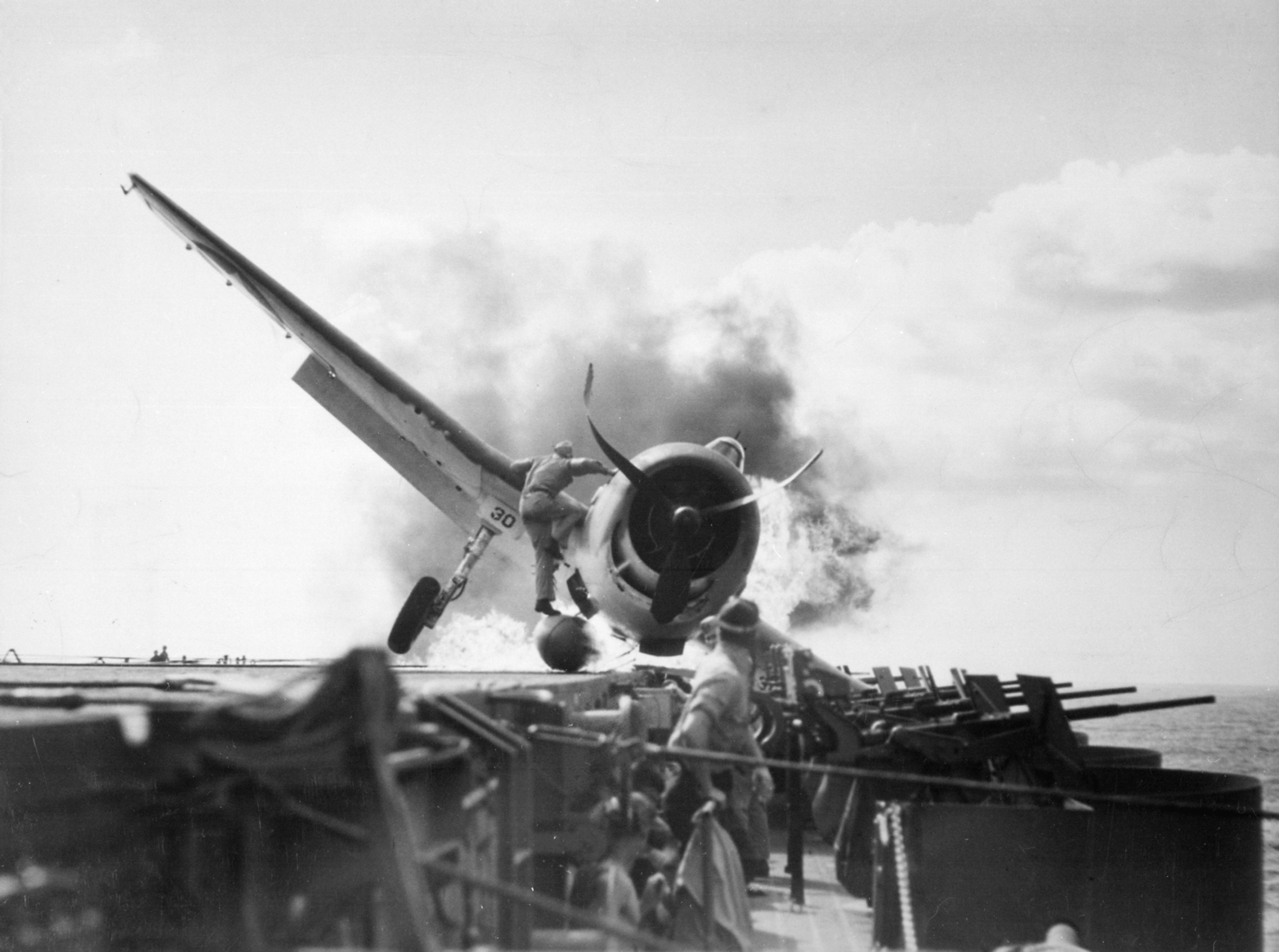
Un Grumman F6F Hellcat ratant son appontage sur l’Enterprise (10 novembre 1943).

Le 19 juin 1944, la bataille de la mer des Philippines, plus grande bataille de porte-avions de l'histoire se déroule. Pendant plus de huit heures, les avions américains et japonais combattent dans le ciel au-dessus de la TF 58 et des îles Mariannes. À la fin de la journée, la victoire américaine est évidente, et à la fin des attaques contre la flotte japonaise du 20 juin, le triomphe est devenu complet. Six navires américains ont été endommagés, 130 avions sont perdus et 76 pilotes sont morts ou disparus. Avec l'aide des sous-marins américains, le Hiyō, le Shōkaku et le Taiho, trois porte-avions japonais, sont coulés, et 426 avions sont détruits. L'aviation navale japonaise ne s'en remettra jamais.
L’Enterprise a participé à la défense de la flotte et aux bombardements contre les Japonais. Après l'attaque aérienne, un avion de chasse et un bombardier appontent simultanément, mais par miracle, sans dommage. À minuit, le nouveau bombardement prévu de nuit contre la flotte japonaise est annulé en raison des opérations de secours et de réparations liées à une attaque à la tombée de la nuit.
Après la bataille, l'Enterprise et ses compagnons continuent à soutenir la campagne militaire de Saipan jusqu'au 5 juillet. Il est ensuite dirigé vers Pearl Harbor pour un mois de repos et pour révision. De retour en action le 24 août, le porte-avion a navigué avec la TF 38 pour l'attaque aérienne sur les îles Bonin (sous-préfecture d'Ogasawara) du 31 août au 2 septembre, et sur Yap, Ulithi et les Palaos du 6 au 8 septembre.

#### Bataille du golfe de Leyte

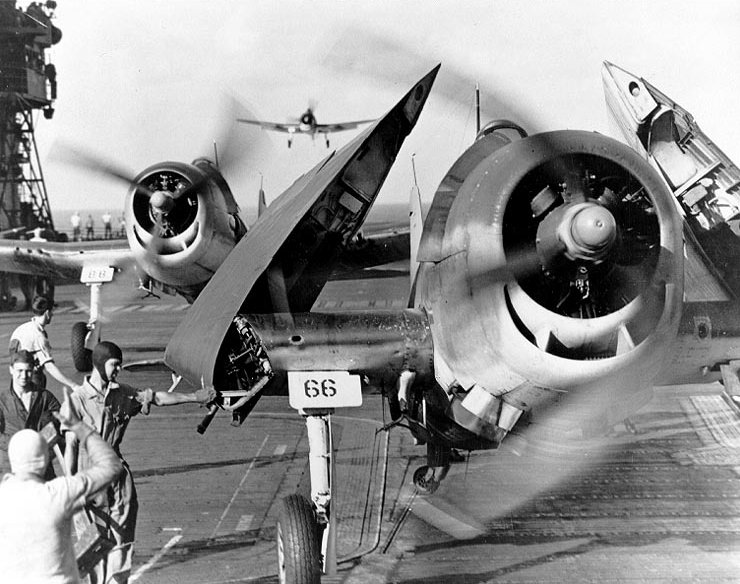
Des Hellcat appontant le 17 et 18 février 1944.

Après avoir agi dans l'ouest des îles Palaos, l’Enterprise se joint à d'autres unités de la TF 38 le 7 octobre 1944 et fit cap vers le nord. Du 10 au 20 octobre, ses avions survolèrent Okinawa, l'île de Taïwan, et les Philippines, bombardant les terrains d'aviation et les installations en mer ennemis pour finalement préparer l'assaut sur Leyte. Après le soutien au débarquement sur Leyte le 20 octobre, l’Enterprise prit la direction de Ulithi pour se réapprovisionner, mais l'approche de la flotte japonaise le 23 octobre l'obligea à rester.
Lors de la bataille du golfe de Leyte (du 23 au 26 octobre) qui suivit, les avions de l’Enterprise frappèrent les trois groupes ennemis. Le porte-avions resta en patrouille à l'Est de Samar et de Leyte jusqu'à fin octobre, puis reprit sa route initiale vers Ulithi. Au cours du mois de novembre, les avions attaquèrent des objectifs dans la zone de Manille et sur l'île de Yap. Le navire retourna à Pearl Harbor le 6 décembre 1944.

#### Iwo Jima, Okinawa et les kamikazes

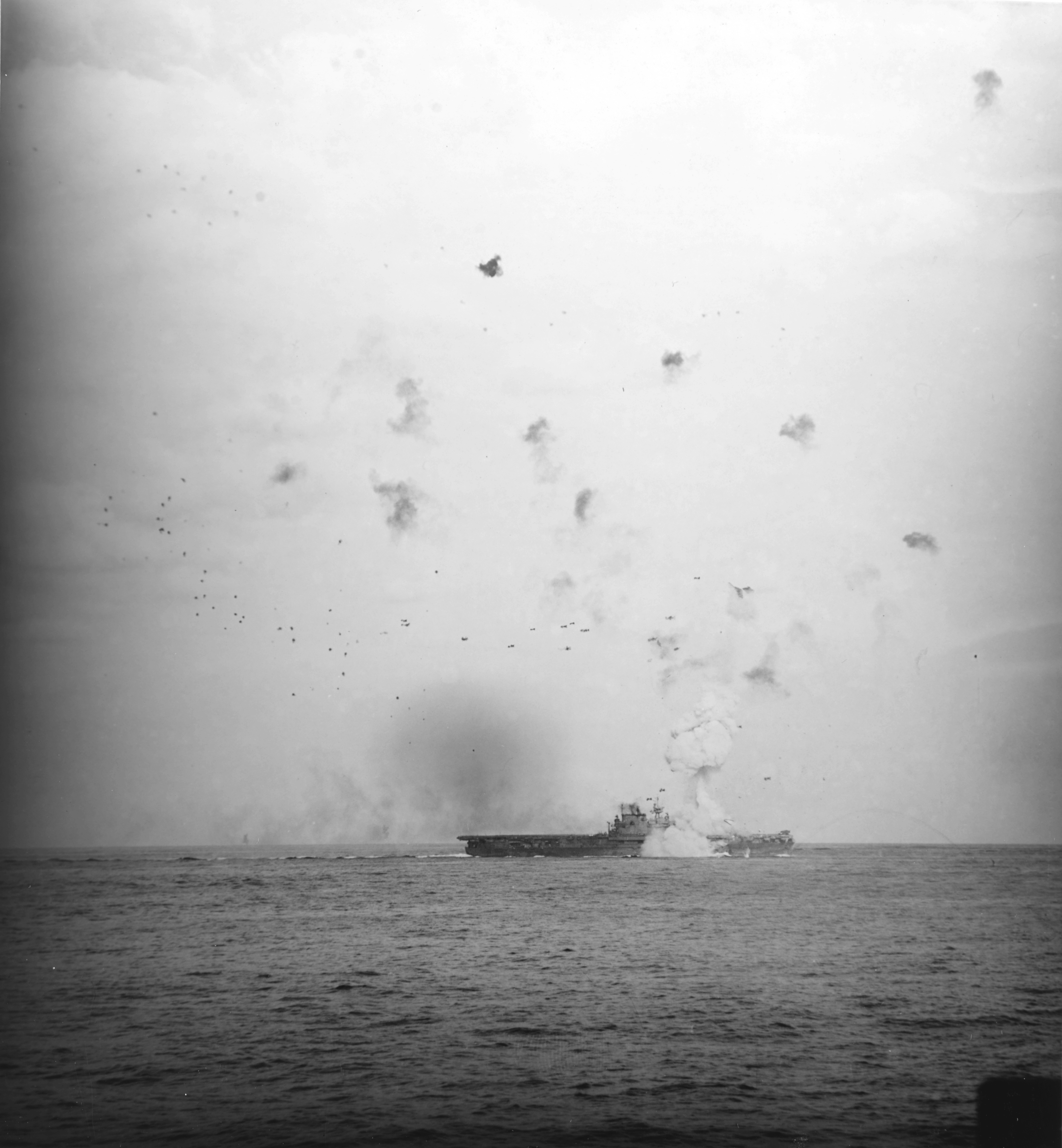
L’Enterprise touché par une bombe d'un kamikaze le 14 mai 1945. L'un des ascenseurs est soufflé à plus de 120 mètres au-dessus du navire.

Les premières attaques de kamikazes (« vents divins ») en octobre 1944 changèrent la nature et la psychologie de la guerre du Pacifique.

Le kamikaze - un chasseur ou bombardier léger japonais, souvent équipé d'une bombe de forte puissance et de juste assez de carburant pour un vol suicide - fut une arme mortelle et terrifiante. 
Le kamikaze, quand il réussissait à franchir le barrage de DCA assuré par les navires (croiseurs, destroyers) de la Task Force, était bien plus dangereux qu'un bombardier ou torpilleur ordinaire. 
Bien que piloté d'habitude par des pilotes peu entraînés, les kamikazes étaient en fait des bombes intelligentes, capables d'attendre le moment opportun pour frapper, suivant les tentatives d'évitement de leur cible.
Quand ils touchaient un navire - ce que firent 7 % d'entre eux -, les débris de l'avion, le carburant en flamme et la masse du moteur infligeaient souvent des dommages bien plus importants que la bombe elle-même. 

Ces attaques de kamikazes symbolisaient un état d'esprit incompréhensible pour la plupart des Américains. 
Dans l'immense majorité, le commandement américain essayait de minimiser les pertes de leurs forces et des attaques suicides étaient quasiment inconnues.
Mais ces attaques étaient suicidaires, ordonnées par le commandement et faisait partie de la stratégie militaire japonaise.
C'était au-delà de ce que les marins américains considéraient comme un combat loyal même en temps de guerre.
Ils furent désorientés, terrifiés, cela touchait à l'espoir que garde tout combattant de retourner chez lui vivant.
Pour contrer cette menace, et avec une aéronautique navale japonaise en lambeaux, les porte-avions américains remplissaient trois rôles principaux :
- fournir un soutien aérien aux forces terrestres et lors des débarquements ;
- fournir une défense aérienne pour la flotte [Note 5]
- éradiquer les forces aériennes japonaises basées à terre.

En tant que porte-avions engagé dans des opérations nocturnes avec le Night Air group 90, l’Entreprise était plus particulièrement impliqué dans ces deux dernières missions.
Il retourne à Pearl Harbor le 6 décembre 1944 et à Noël 1944, il devient le premier porte-avions à être redésigné comme CV(N)-6. Le "N" pour nuit car ’Entreprise disposait d'un groupe d'avions spécialement formés à l'attaque nocturne.
Le navire a rejoint la TG 38.5 et balaya les eaux au nord de Luçon et de la mer de Chine au mois de janvier 1945, frappant des objectifs côtiers et patrouillant de l'île de Formose (Taïwan) à l'Indochine française dans le cadre du raid en mer de Chine méridionale. Après une brève visite à Ulithi, la navire rejoint la TG 58.5 le 10 février 1945, fournissant des patrouilles aériennes de jour et de nuit pour la TF 58 lorsqu'elle attaqua Tokyo le 16 et 17 février.
Il a ensuite appuyé les forces américaines des Marines dans la bataille d'Iwo Jima du 19 février au 9 mars, puis retourne vers Ulithi. Au cours de cette période, le porte-avions assura des vols continus d'avions sur Iwo Jima pendant 174 heures.
Quittant Ulithi le 15 mars, le porte-avions a continué son travail de nuit dans des raids contre la région de Kyūshū, Honshū et patrouille dans la mer intérieure de Seto. Légèrement endommagé par une bombe ennemie le 18 mars puis le 20 mars par des tirs fratricides, le porte-avions arrive à Ulithi six jours plus tard pour des réparations.
De retour en action le 5 avril, il a appuyé la bataille d'Okinawa jusqu'à son endommagement le 11 avril, cette fois-ci par un kamikaze faisant onze blessés, et a été forcé de rentrer à Ulithi. À Okinawa, une fois de plus, le 6 mai, le navire a effectué des patrouilles car les attaques kamikaze augmentèrent. Le 14 mai 1945, il subit sa dernière attaque réussie de la Seconde Guerre mondiale, quand un kamikaze piloté par le lieutenant Shunsuke Tomiyasu a détruit l'avant de son ascenseur, tuant 13 personnes et en blessant 68. Le porte-avions retourne pour des réparations au Chantier naval de Puget Sound, y arrivant le 7 juin et il y était encore amarré le jour de la victoire contre le Japon, 15 août 1945.

### Service post-Seconde Guerre mondiale

#### OpérationMagic Carpet

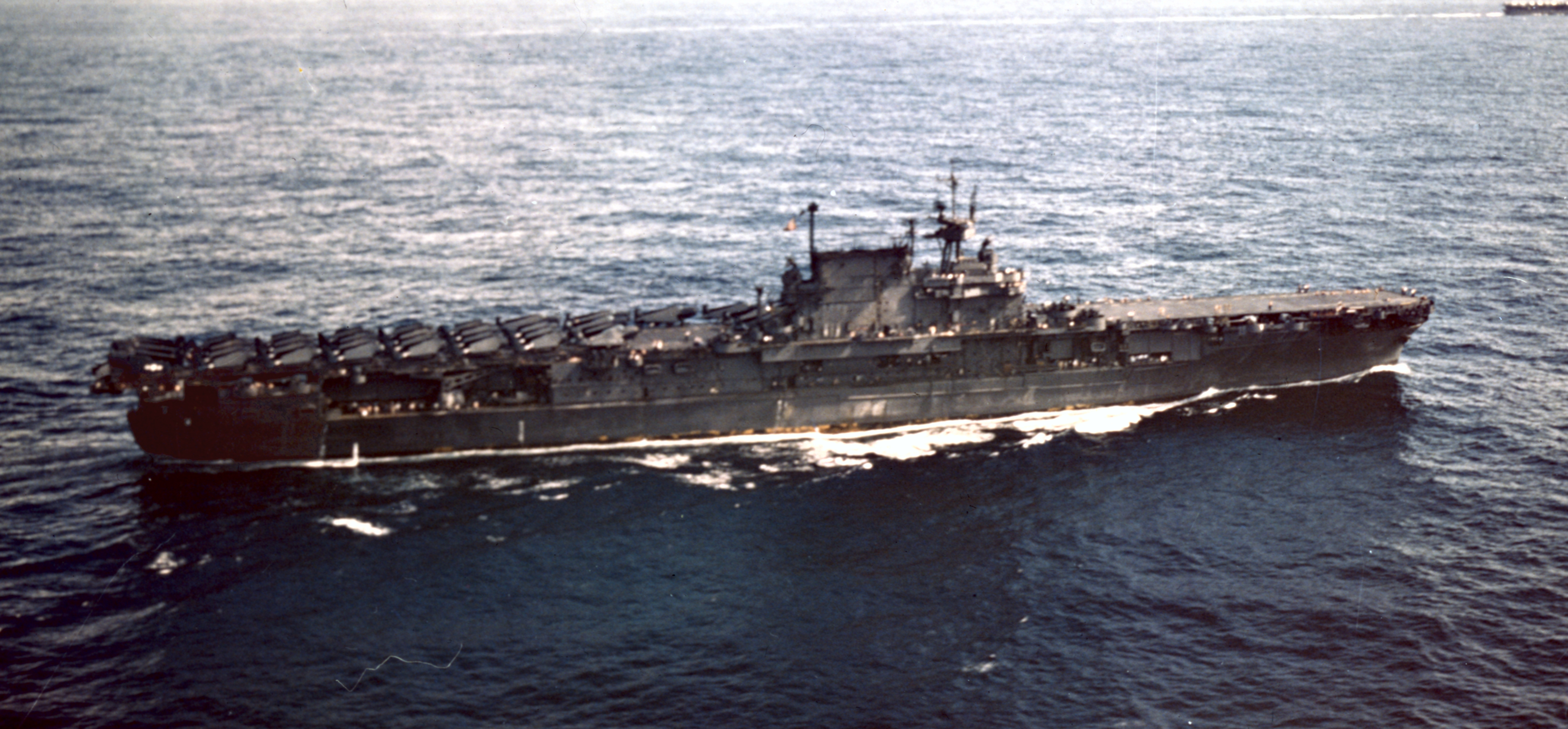
L’Enterprise en octobre 1945.

Réparé, l’Entreprise est parti pour Pearl Harbor, retournant aux États-Unis avec plus de 1 100 militaires en permission ou en fin de service, puis navigua pour New York où il est arrivé le 17 octobre 1945. Deux semaines plus tard, le navire est allé à Boston pour l'installation de nouvelles installations d'accostage, puis a commencé une série de voyages en Europe dans le cadre de l'opération Magic Carpet, transportant plus de 10 000 soldats de retour au pays.

#### La fin du «Big E»
La Seconde Guerre mondiale démontre le rôle déterminant du porte-avions dans les batailles navales, le support lors des débarquements, reléguant les cuirassés, orgueil des marines de guerre, au rang de concept obsolète. En 1945, l'U.S Navy compte plus d'une centaine de porte-avions de toutes tailles dans sa flotte. Elle met alors en service des porte-avions dont la taille va croissant pour accompagner le rapide développement de l'avion à réaction, plus lourd et nécessitant une piste d'envol et d'appontage plus longue. Le pont d'envol prend alors une forme caractéristique autorisant le décollage et l'appontage sur deux parties distinctes. La coque imposante de ces mastodontes des mers (plus de 100 000 tonnes de déplacement pour la classe Nimitz) permet d'y installer une propulsion nucléaire. L’Entreprise, conçu à une autre époque, ne pouvait suivre ces transformations et fut donc retiré du service juste après la guerre malgré une carrière glorieuse.
L’Enterprise entre dans le New York Navy Yard le 18 janvier 1946 et est mis hors service le 17 février 1947. En 1946, il doit être remis à l'État de New York comme navire musée, mais ce plan est annulé en 1949. Des tentatives ultérieures sont faites pour préserver le navire comme un musée ou un mémorial, mais il n'y a pas suffisamment d'argent récolté pour racheter le navire. Le « Big E » est vendu le 1er juillet 1958 à la Lipsett Corporation de la ville de New York pour sa démolition à Kearny dans le New Jersey.

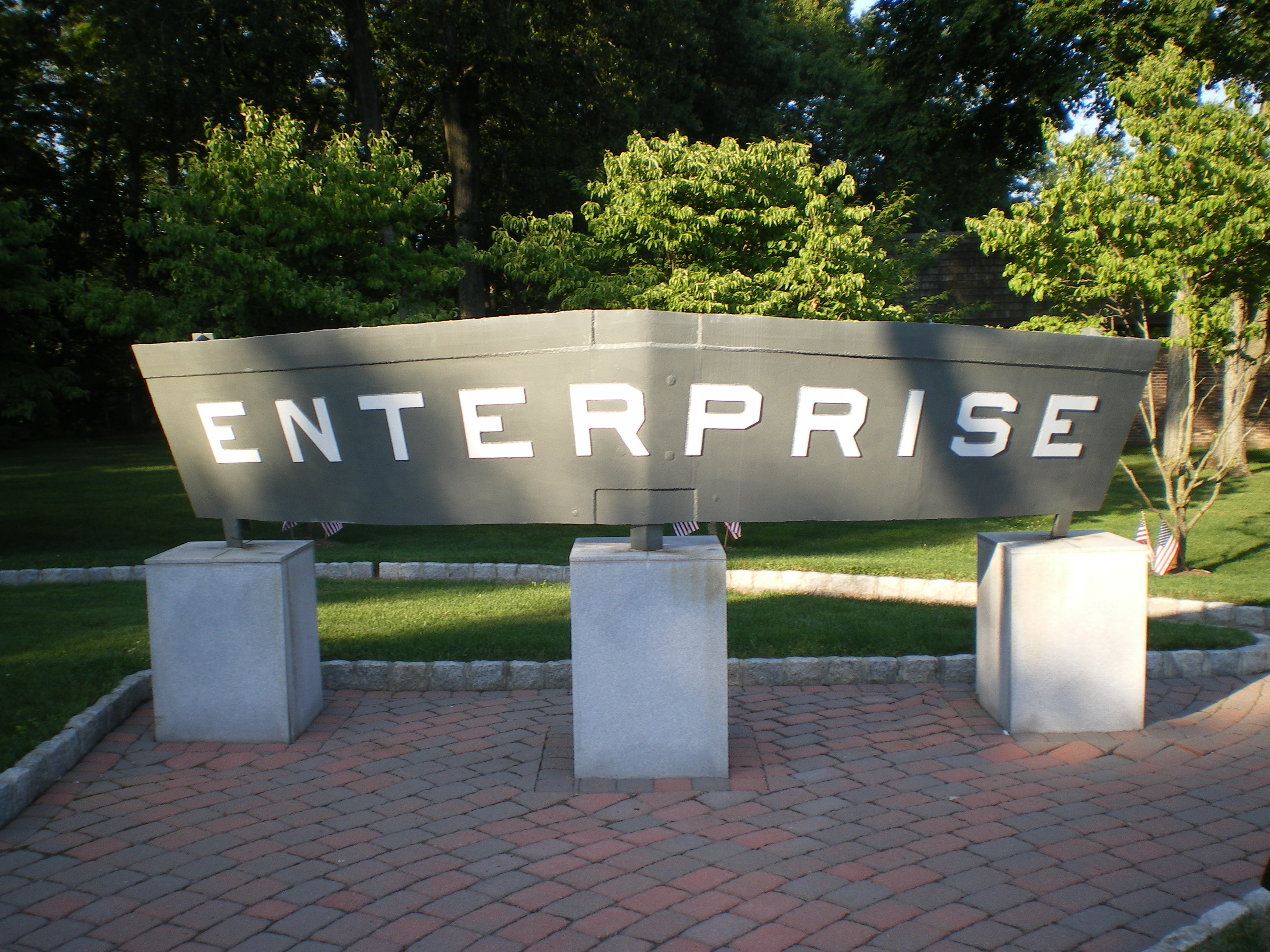
Plaque de poupe de l'USS Enterprise conservée lors de sa mise au rebut et exposée à River Vale, New Jersey

Une promesse est faite de sauvegarder le pied distinctif du mât pour l'exposer dans le nouveau stade de football américain de l'Académie navale d'Annapolis — le Navy-Marine Corps Memorial Stadium —, mais elle n'est pas tenue et, à la place, une plaque est installée sur un bâtiment qui est encore appelé « Enterprise Tower ».
La mise au rebut est complète en mai 1960. En 1984, une salle est consacrée au National Museum of Naval Aviation de la Naval Air Station Pensacola en Floride, pour exposer des objets, des photos et autres éléments d'intérêt historique.
Parmi les objets ayant survécu à la destruction figurent la cloche du navire, qui se trouve désormais à l'Académie navale, où elle est traditionnellement utilisée après une victoire sportive sur l'Académie militaire de West Point, et une plaque de la poupe qui se trouve à proximité de River Vale dans le New Jersey. Sa plaque de commission et l'une de ses ancres sont exposées au Washington Navy Yard de Washington DC. Divers autres objets et souvenirs, y compris l'un de ses hublots, sont conservés à bord de son successeur et homonyme, le USS Enterprise (CVN-65).

## Récompenses

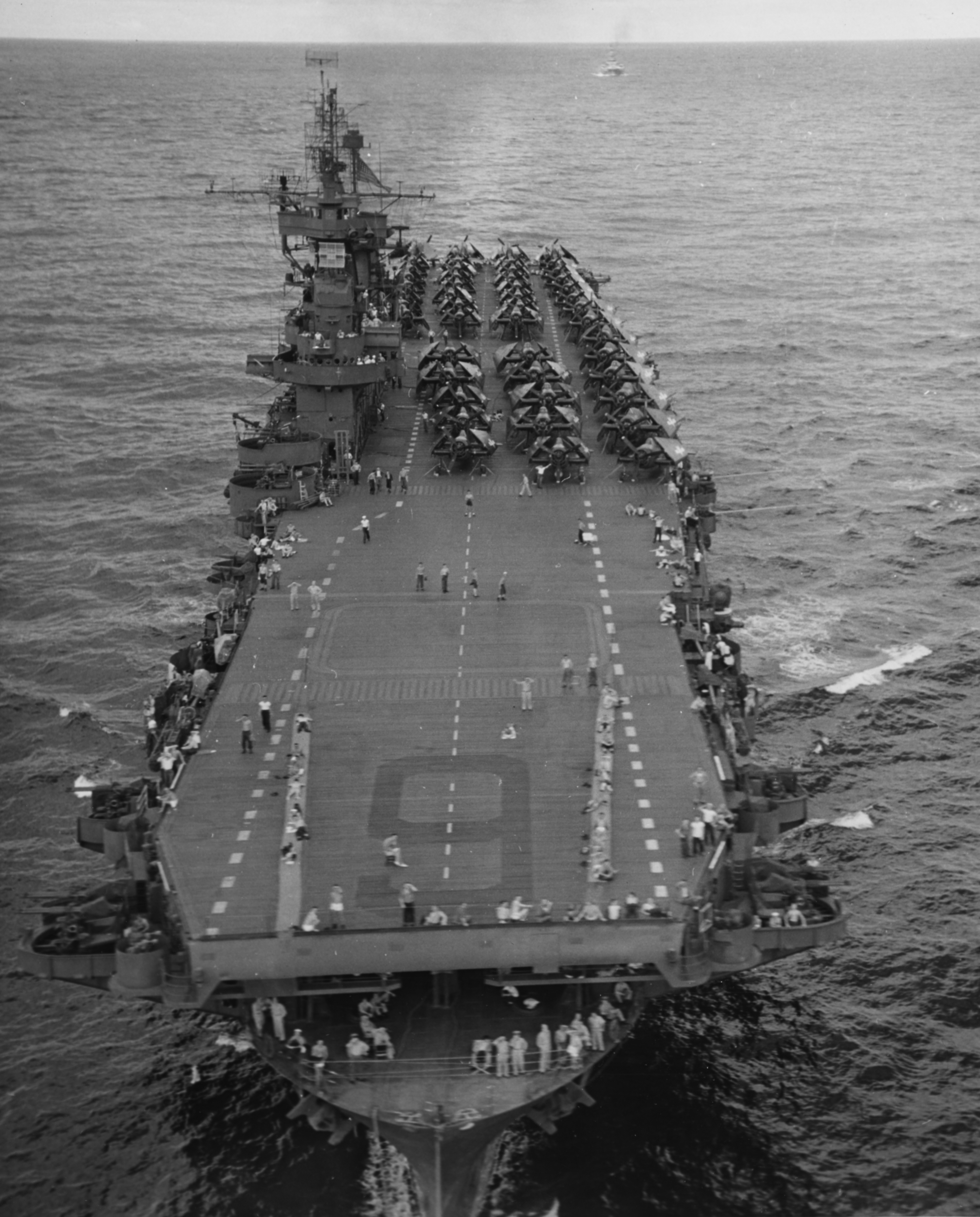
L’Enterprise le 10 octobre 1945.

L'USS Enterprise a reçu de nombreuses distinctions dont le nombre record de vingt Battle stars lors de la Seconde Guerre mondiale, une Navy Unit Commendation ou encore la Presidential Unit Citation.
Par ailleurs, il est le seul navire en dehors de la Royal Navy à avoir hissé le pavillon (White Ensign) de l'Amirauté britannique lorsque le 23 novembre 1945, à Southampton (Royaume-Uni), Sir Albert Victor Alexander, Premier Lord de l'Amirauté, et l'amiral de la flotte Sir Andrew Cunningham, First Sea Lord, ont visité l'USS Enterprise lors de l'opération Magic Carpet.
| Récompense                     | Libellé                                  |
| ------------------------------ | ---------------------------------------- |
| Presidential Unit Citation     | Presidential Unit Citation (États-Unis)  |
| Navy Unit Commendation         | Navy Unit Commendation                   |
| American Defense Service Medal | American Defense Service Medal           |
| American Campaign Medal        | American Campaign Medal                  |
| Asiatic-Pacific Campaign Medal | Asiatic-Pacific Campaign Medal           |
| World War II Victory Medal     | World War II Victory Medal               |
|                                | Presidential Unit Citation (Philippines) |
|                                | Philippine Liberation Medal              |